# Еберхард IV фон Неленбург
Еберхард IV (I) фон Неленбург (на немски: Eberhard IV (I) von Nellenburg; Eberhard IV, Landvogt in Hegau & Madach; † сл. 1331) от род Еберхардинги от графството Неленбург е ландфогт в Хегау и Мадах (до Щоках) в Баден-Вюртемберг, Югозападна Германия и Северна Швейцария.

## Произход и наследство
Той е син на Манеголд II фон Неленбург, ландграф в Хегау и Мадах († 1294/1295), и съпругата му Агнес фон Ешенбах († 1321), дъщеря на Валтер III фон Ешенбах († 1299) и графиня Кунигунда фон Зулц († сл. 1309). Внук е на граф Еберхард III фон Неленбург-Феринген († сл. 1257).
Брат е на Волфрад фон Неленбург († сл. 1377), Манголд фон Неленбург († сл. 1343) и Фридрих I фон Неленбург († сл. 1303). Полубрат е на Агнес фон Неленбург († 1325), омъжена пр. 15 юни 1282 г. за граф Фридрих II фон Цолерн-Шалксбург († 1315/1319), и на Маргарета фон Неленбург († 15 април), омъжена за Манеголд фон Брандис († 15 април).
Графовете на Неленбург са значим благороднически род и са господари на Ландграфство Неленбург с резиденция замък Неленбург при Щоках. Те произлизат от швабския род Еберхардинги от Цюрихгау (с център Цюрих) и са роднини с род Бурхардинги.
През 14 век графствата Хегау и Неленбург образуват ландграфството Неленбург. През 1422 г. графството и ландграфството Неленбург чрез наследство отиват на господарите на Тенген, които през 1465 г. ги продават на Хабсбургите/Австрия.

## Фамилия
Еберхард IV (I) фон Неленбург в Хегау и Мадах се жени за Агнес († сл. 1319). Те имат трима сина:
- Еберхард V (II) граф фон Неленбург, ландграф в Хегау и Мадах, имперски фогт на Цюрих († сл. 1363); баща на:
  - Еберхард VI (III) граф фон Неленбург († 10 март 1371), женен за Ирмгард фон Тек († 13 декември 1363); баща на:
    - Маргарета фон Неленбург († сл. 1381), омъжена пр. 1363 г. за граф Йохан III фон Тенген и Неленбург († 1408)
    - Еберхард VII граф фон Неленбург († 24 юли 1421/27 март 1422), женен за Елизабет фон Монфор († 1458)

  - Хайнрих III фон Неленбург († 11 септември 1365), женен пр. 15 ноември 1343 г. за Урсула фон Хазенбург († 1368); баща на:
    - Мехтилд († сл. 1357), омъжена сл. 1300 г. за граф Улрих III фон Берг-Шелклинген († сл. 1316)
    - Елизабет фон Неленбург († сл. 1399), омъжена пр. 8 април 1362 г. за граф Рудолф IV фон Монфор-Фелдкирх († 1375)
- Волфрад фон Неленбург († сл. 1330)
- Манголд фон Неленбург († сл. 1331)